# 4650 Mori
4650 Mori (1950 TF) là một tiểu hành tinh vành đai chính được phát hiện ngày 5 tháng 10 năm 1950 bởi K. Reinmuth ở Heidelberg.